# Železniční trať Veles–Kočani

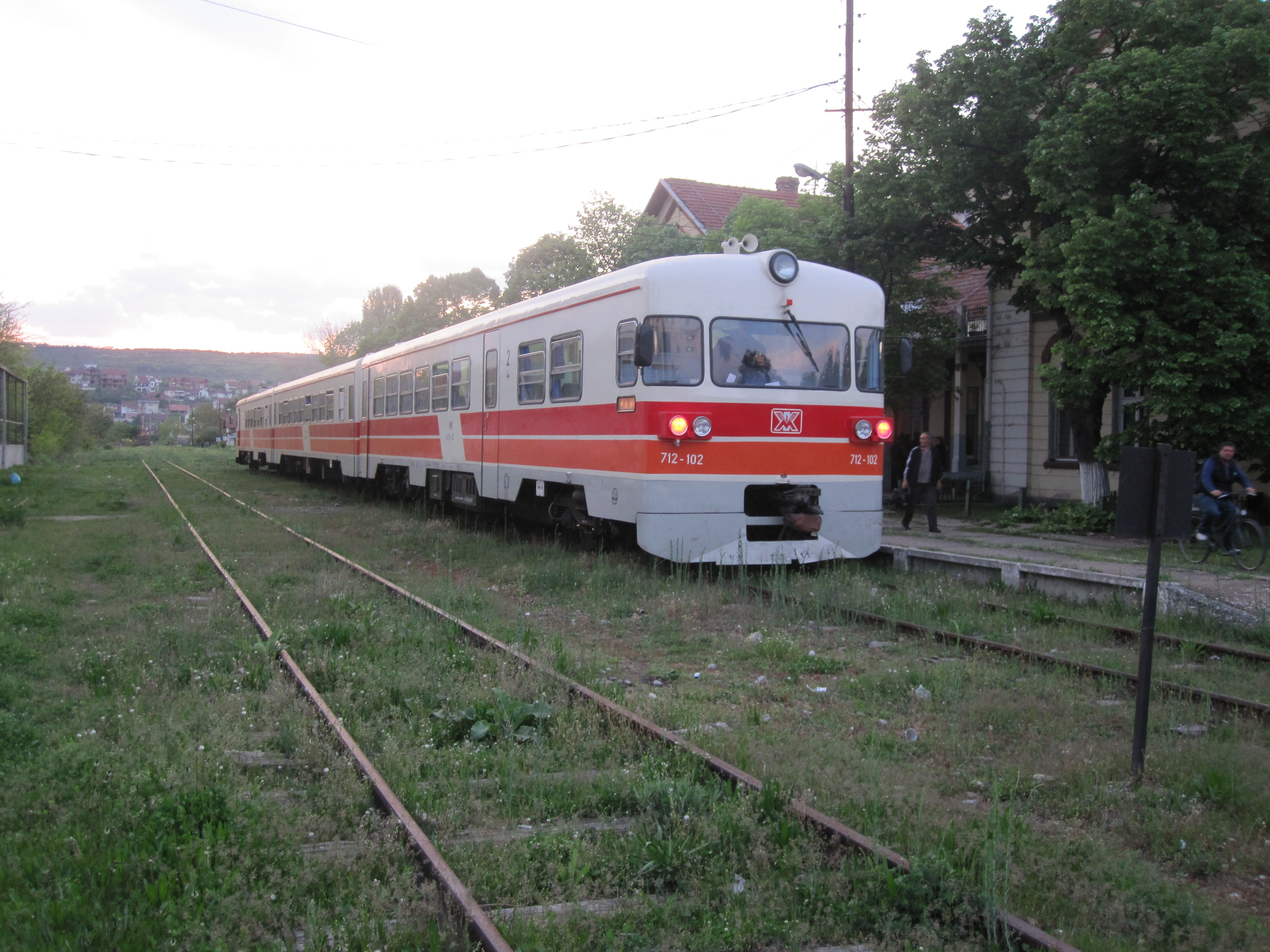
Vlak na nádraží ve městě Kočani.

Železniční trať Veles–Kočani (makedonsky Железничка пруга Велес – Кочани) se nachází ve východní části Severní Makedonie. Zajišťuje spojení ve východní části země.
Jednokolejná železniční trať byla vybudována během 20. let 20. století v souvislosti s plány Království Jugoslávie zmodernizovat jižní část země. Měla rovněž strategický význam, umožňovala lepší dopravní obslužnost hranice jugoslávského království s nepřátelským Bulharskem. Pro první úsek ve směru do Štipu si jugoslávská vláda půjčila dva miliony dinárů. Slavnostně byla otevřena dne 25. srpna 1926. Trať měla být rozšířena o odbočky severním i jižním směrem, nicméně jejich realizace byla nakonec zamítnuta. V roce 1936 byl také předložen návrh na prodloužení trati až do města Strumica. V letech 2004–2008 byla uzavřena pro pravidelnou dopravu.
Trať probíhá z města Veles na pláň Ovče polje až k městu Štip. Poté je vedena údolím řeky Bregalnica až do Kočanů. Za nimi je patrné ještě několik kilometrů železničních zářezů a nedokončené trati.

## Stanice
- Veles
- Košupčevi
- Jazla
- Tošo Aršov
- Orce
- Ovče Pole
- Štip
- Balvan
- Vančo Prke
- Zletovica
- Sokolarci
- Obleševo
- Kočani